# Gornji Emovci
Gornji Emovci su naselje u Republici Hrvatskoj u Požeško-slavonskoj županiji, u sastavu grada Požege.

## Zemljopis
Gornji Emovci je prigradsko naselje u sjevernozapadnome dijelu Požege, susjedna naselja su Donji Emovci na zapadu i Novi Štitnjak na istoku.

## Stanovništvo
Prema popisu stanovništva iz 2011. godine Gornji Emovci su imali 138 stanovnika.
| broj stanovnika | 167   | 162   | 112   | 136   | 165   | 208   | 188   | 225   | 210   | 207   | 206   | 181   | 165   | 156   | 159   | 138   | 118   |
|                 | 1857. | 1869. | 1880. | 1890. | 1900. | 1910. | 1921. | 1931. | 1948. | 1953. | 1961. | 1971. | 1981. | 1991. | 2001. | 2011. | 2021. |